# Perumal Murugan

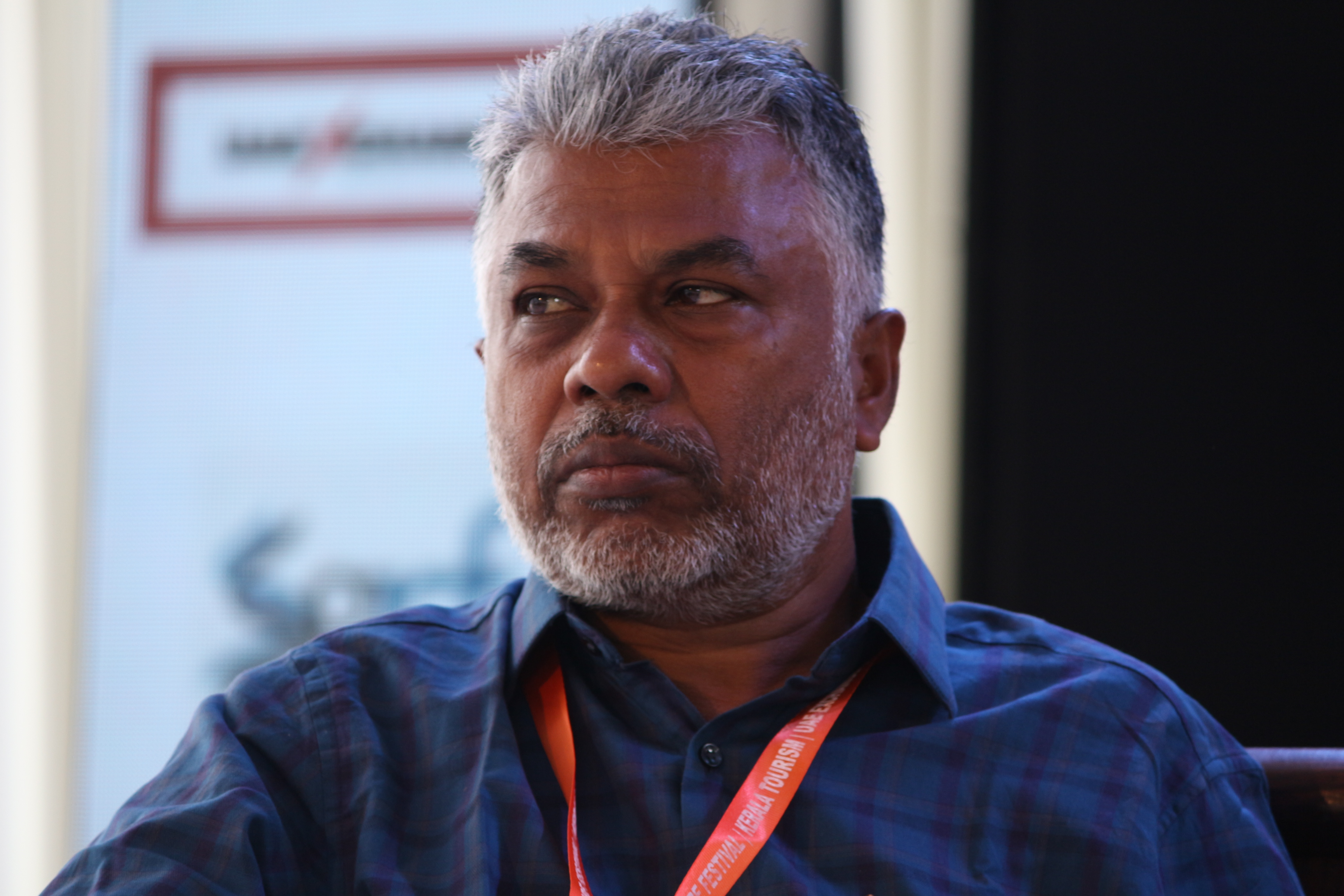
Perumal Murugan (2018)

Perumal Murugan (* 15. Oktober 1966 in der Nähe von Tiruchengode, Tamil Nadu) ist ein indischer Schriftsteller, der seine Werke auf Tamil verfasst. Unter seinem Namen erschienen sechs Romane, vier Sammlungen mit Erzählungen und vier Gedichtbände (Stand Sommer 2018).

## Leben
Perumal Murugan ist der Sohn eines Kleinbauern. Er studierte tamilische Literatur an Colleges in Erode und Coimbatore, um schließlich ab 1988 an der University of Madras zu promovieren. Nach seiner Promotion arbeitete er lange als Professor für tamilische Literatur am Government Arts College in Namakkal. 1988 begann er, in einer tamilischen Zeitschrift Erzählungen zu veröffentlichen. Sein erster Roman Eru Veyyil („Steigende Hitze“) erschien 1991. Im Jahre 2010 wurde sein Roman Maadhorubaagan („Zur Hälfte eine Frau“) veröffentlicht. Dieses Buch löste heftige Diskussionen aus. 2015 musste er deshalb Namakkal verlassen. Zuerst wurde er ans Presidency College in Chennai versetzt, um dann im Sommer 2016 seine jetzige Stellung als Leiter der Abteilung für Tamil am Government Arts College in Attur (bei Salem) anzutreten. Im September 2017 nahm er am Internationalen Literaturfestival in Berlin teil.

## Kontroversen um den Roman „Zur Hälfte eine Frau“
Der Roman Maadhorubaagan handelt von einem kinderlosen Paar im ländlichen Tamil Nadu ungefähr um das Jahr 1946. Kaali und Poona sind bereits viele Jahre verheiratet, aber bisher haben weder Volksmedizin noch Rituale ihren Kinderwunsch erfüllen können: Jetzt scheint es nur noch einen Ausweg zu geben: Am Ende des alljährlichen Tempelfestes in der nahegelegenen Stadt fallen alle gesellschaftlichen Regeln. Frauen können ohne soziale Sanktionen auf den Straßen mit jedem Mann schlafen.
Dieser Roman erregte nach seinem Erscheinen 2010 in Indien großes Aufsehen. Radikal-hinduistische und kastenbasierte Gruppierungen forderten immer ungehemmter auch gewalttätige Maßnahmen gegen den Autor, der in ihren Augen moralische Schranken gebrochen, „Lügen“ über lokale Gebräuche verbreitet und sich blasphemisch über die Schutzgottheit Tiruchengodes, Ardhanarishvara, eben der, „der zur Hälfte eine Frau ist“, geäußert hatte. Am 5. Juli 2016 entschied der Madras High Court, dass Perumal Murugan das Recht habe, ein solches Buch zu schreiben. Das Gericht lehnte eine Petition ab, die ein Verbot des Romans forderte.

## Werke auf Deutsch
- Zur Hälfte eine Frau. Roman. Aus dem Tamilischen übersetzt von Torsten Tschacher. Draupadi Verlag, Heidelberg 2018, ISBN 978-3-945191-35-4